# Chordopoxvirinae
Die Unterfamilie Chordopoxvirinae fasst acht Gattungen der Familie Poxviridae zusammen, die bei Wirbeltieren (Vertebraten), beispielsweise Säugetieren, Vögeln und Nagetieren, Infektionen verursachen können. Die Unterfamilie wurde geschaffen, um diese Gattungen von den Mitgliedern der Unterfamilie Entomopoxvirinae zu separieren, die nur Pockenviren bei Insekten umfassen. Aufgrund dieser Abtrennung wurde der Name der Gattung nicht nach den Wirbeltieren „Vertebropoxvirinae“ benannt, sondern nach dem Stamm der Chordatiere, obwohl noch keine Pockenviren bei nicht zu den Wirbeltieren gehörenden Chordatieren isoliert wurden. Diese Einteilung nach dem Wirtsspektrum spiegelt sich auch in der phylogenetischen Distanz zwischen Chordo- und Entomopoxvirinae wider.
Zwischen den Gattungen der Chordopoxvirinae wird eine serologische Kreuzreaktivität beobachtet, wobei die Mitglieder der Avipoxviren bei Vögeln diese Eigenschaft weniger aufweisen als die Viren bei Säugetieren. Einige Mitglieder der Chordopoxvirinae verursachen typische Läsionen auf der Chorioallantoismembran, wenn sie in embryonierten Hühnereiern für Laborzwecke angezüchtet werden.

## Aufbau und Genom
Die Mitglieder der Chordopoxvirinae stellen sich als ovoide oder Backstein-förmige Virionen dar.
Das lineare, doppelsträngige DNA-Genom besitzt gewöhnlich einen niedrigen GC-Gehalt von 30 bis 40 %, kann aber von 25 bis 67 % variieren.
Ein hoher GC-Gehalt liegt bei den Gattungen Parapoxvirus und  Crocodylidpoxvirus sowie dem Molluscum-contagiosum-Virus vor.
Das Genom von Molluscum contagiosum virus Subtyp 1 hat einen GC-Gehalt von 63,4 %, das der Parapoxviren Bovine papular stomatitis virus (Strain BV-AR02) und Orf virus (Strain OV-SA00) hat 64,5 % respektive 64,3 %. Das Genom des Nile crocodilepox virus hat eine Länge von 190.054 Basenpaaren (bp). Es kodiert vorhergesagt für 173 Proteine bei einem GC-Gehalt von 61,9 % (Strain Simbabwe).
Eine stets gleichförmig angeordnete Gruppe von zentralen Genen charakterisiert die Chordopoxvirinae trotz variabler Sequenzen zwischen den Gattungen.

## Systematik
Die innere Systematik der Chordopoxvirinae ist nach ICTV, Stand 30. April 2024, wie folgt:
- Familie Poxviridae

- Unterfamilie Chordopoxvirinae

- Gattung Avipoxvirus (Vogelpockenviren),
  - ehem. Typus: Avipoxvirus fowlpox (früher Avipoxvirus galli), mit Fowlpox virus

- Gattung Capripoxvirus (Schaf- und Ziegenpockenviren),
  - ehem. Typus: Capripoxvirus sheeppox (früher Capripoxvirus ovis), mit Sheeppox virus
  - Capripoxvirus goatpox (früher Capripoxvirus caprae), mit Goatpox virus
  - Capripoxvirus lumpyskinpox (früher Capripoxvirus bovis nodularis) mit Dermatitis-nodularis-Virus

- Gattung Centapoxvirus,
  - einzige Spezies: Centapoxvirus yokapox mit Yokapox virus (YOKV)

- Gattung Cervidpoxvirus,
  - einzige Spezies: Cervidpoxvirus muledeerpox mit Mule deerpox virus alias Deerpox-Virus (MDPV)

- Gattung Crocodylidpoxvirus (Krokodilpockenviren),
  - einzige Spezies: Crocodylidpoxvirus nilecrocodilepox mit Nile crocodilepox virus (Nilkrokodilpockenvirus, CRV)

- Gattung Leporipoxvirus (Hasenpockenviren),
  - ehem. Typus: Leporipoxvirus myxoma (früher Leporipoxvirus myxomatosis) mit Myxoma virus (Myxomatosevirus, MYXV) → Myxomatose;
  - Spezies Leporipoxvirus shope (früher Leporipoxvirus fibromatosis) mit Rabbit fibroma virus (Kaninchenfibromvirus, RFV)
  - Spezies Leporipoxvirus squirrelfibroma mit Squirrel fibroma virus (Hörnchenfibromvirus, SFV)
  - Spezies „Hare fibroma virus“ (Hasenfibromvirus, FIBV)

- Gattung Macropopoxvirus (Kängurupockenvirus),
  - Spezies Macropopoxvirus mfuliginosuspox mit Western kangaroopox virus
  - Spezies Macropopoxvirus mgiganteuspox mit Eastern kangaroopox virus

- Gattung Molluscipoxvirus (Weichtierpockenviren),
  - einzige Spezies: Molluscipoxvirus molluscum mit Molluscum contagiosum virus

- Gattung Mustelpoxvirus,
  - einzige Spezies: Mustelpoxvirus seaotterpox mit Sea otterpox virus

- Gattung Orthopoxvirus (Echte Pockenviren),
  - ehem. Typus: Orthopoxvirus vaccinia mit Vaccinia virus

- Gattung Oryzopoxvirus,
  - einzige Spezies: Oryzopoxvirus cotia mit Cotia virus

- Gattung Parapoxvirus (Parapockenviren),
  - ehem. Typus: Parapoxvirus orf (früher Parapoxvirus ovis) mit Orf virus

- Gattung Pteropopoxvirus,
  - einzige Spezies: Pteropopoxvirus pteropox mit Pteropox virus

- Gattung Salmonpoxvirus,
  - einzige Spezies: Salmonpoxvirus gillpox mit Salmon gillpox virus

- Gattung Sciuripoxvirus,
  - einzige Spezies: Sciuripoxvirus squirrelpox (veraltet Squirrel parapoxviruss) mit Squirrelpox virus alias Berlin Squirrelpox virus (Berliner Eichhörnchen-Pockenvirus, BerSQPV), nicht näher verwandt mit dem „Britischen Eichhönchen-Pockenvirus“, „UK SPQV“

- Gattung Suipoxvirus (Schweinepockenviren),
  - einzige Spezies: Suipoxvirus swinepox (früher Suipoxvirus suis) mit Swinepox virus (Schweinepockenvirus, SWPV)

- Gattung Vespertilionpoxvirus,
  - einzige Spezies: Vespertilionpoxvirus eptesipox mit Eptesipox virus

- Gattung Yatapoxvirus (Yatapockenviren),
  - ehem. Typus: Yatapoxvirus yabapox mit Yaba monkey tumor virus (Yaba-Affentumor-Virus, YMTV)
  - Spezies: Yatapoxvirus tanapox mit Tanapox virus (Tanapockenvirus), inkl. Yaba-like disease virus (YLDV)